# Ryszard Bocian

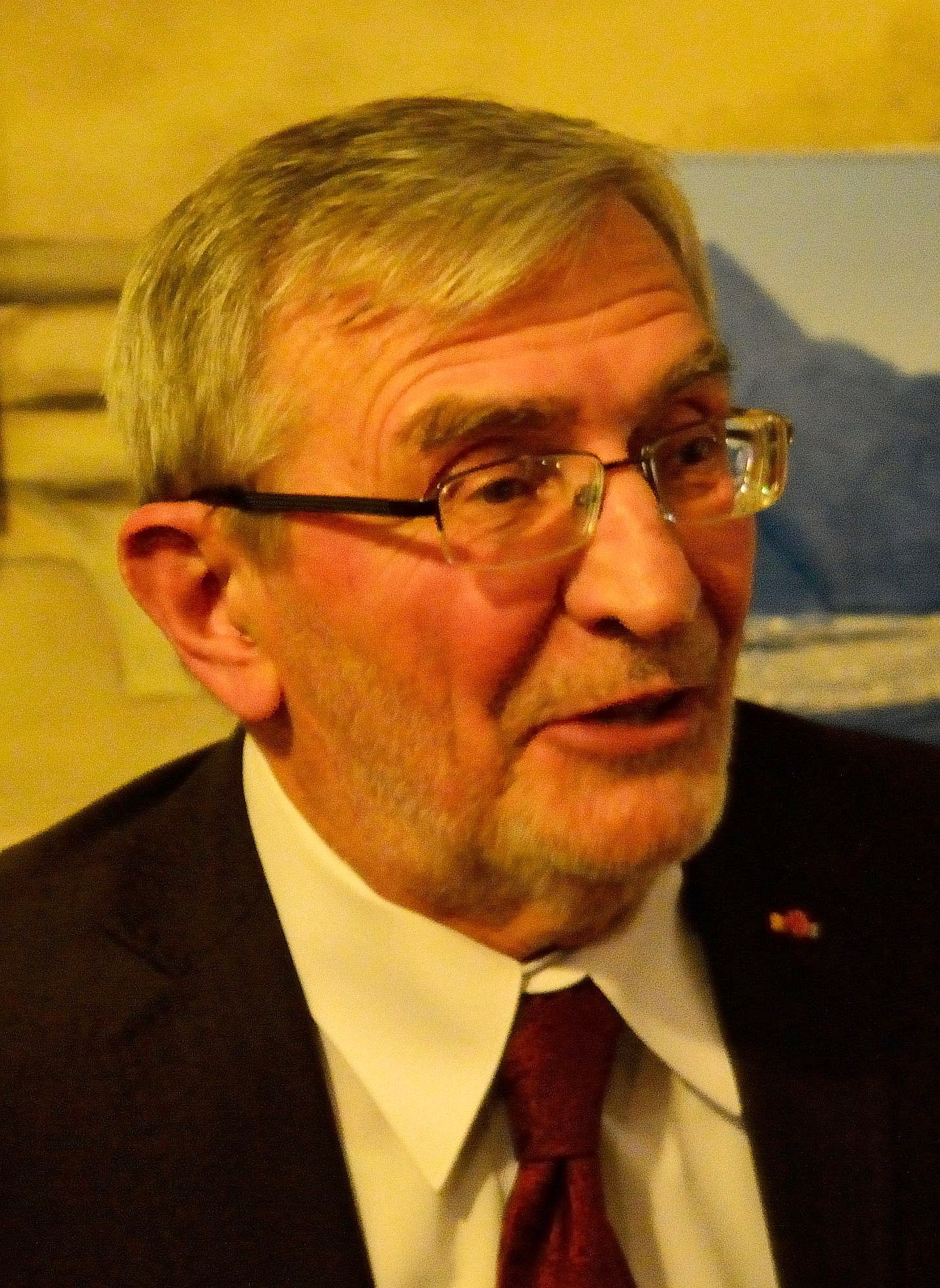
Ryszard Bocian

Ryszard Bocian (ur. 18 lipca 1939 w Skolem) – polski prawnik, nauczyciel, wykładowca, członek Konfederacji Polski Niepodległej.

## Życiorys
W 1956 był założycielem Rewolucyjnego Związku Młodzieży na Wydziale Lotniczym Politechniki Warszawskiej. W latach 1957–1958 był założycielem i liderem antykomunistycznej grupy młodzieżowej w Krakowie. Wykładał w Akademii Medycznej w Krakowie (1972–1981, 1990–1992). Należał do PZPR w latach 1964–1981. W grudniu 1981 organizował strajk w Akademii Medycznej w Krakowie. 29 października 1982 został internowany. Po wypuszczeniu był wielokrotnie zatrzymywany i aresztowany.
W latach 1990–1998 radny Krakowa. W latach 1999–2005 miejski rzecznik konsumentów w Krakowie. W 1999 założył Związek Konfederatów Polski Niepodległej z lat 1979–1989, którego był prezesem do 2007 r.
W 2008 wraz z Krzysztofem Bzdylem złożył do krakowskiego oddziału Komisji Ścigania Zbrodni Przeciwko Narodowi Polskiemu wnioski dotyczące przestępstw komunistycznych popełnionych przez Jerzego Stachowicza.
22 września 2010 został nagrodzony Medalem „Niezłomnym w słowie”, a 26 października 2015 za wybitne zasługi w działalności na rzecz przemian demokratycznych w Polsce oraz za osiągnięcia w podejmowanej z pożytkiem dla kraju pracy zawodowej i społecznej został odznaczony Krzyżem Komandorskim z Gwiazdą Orderu Odrodzenia Polski.

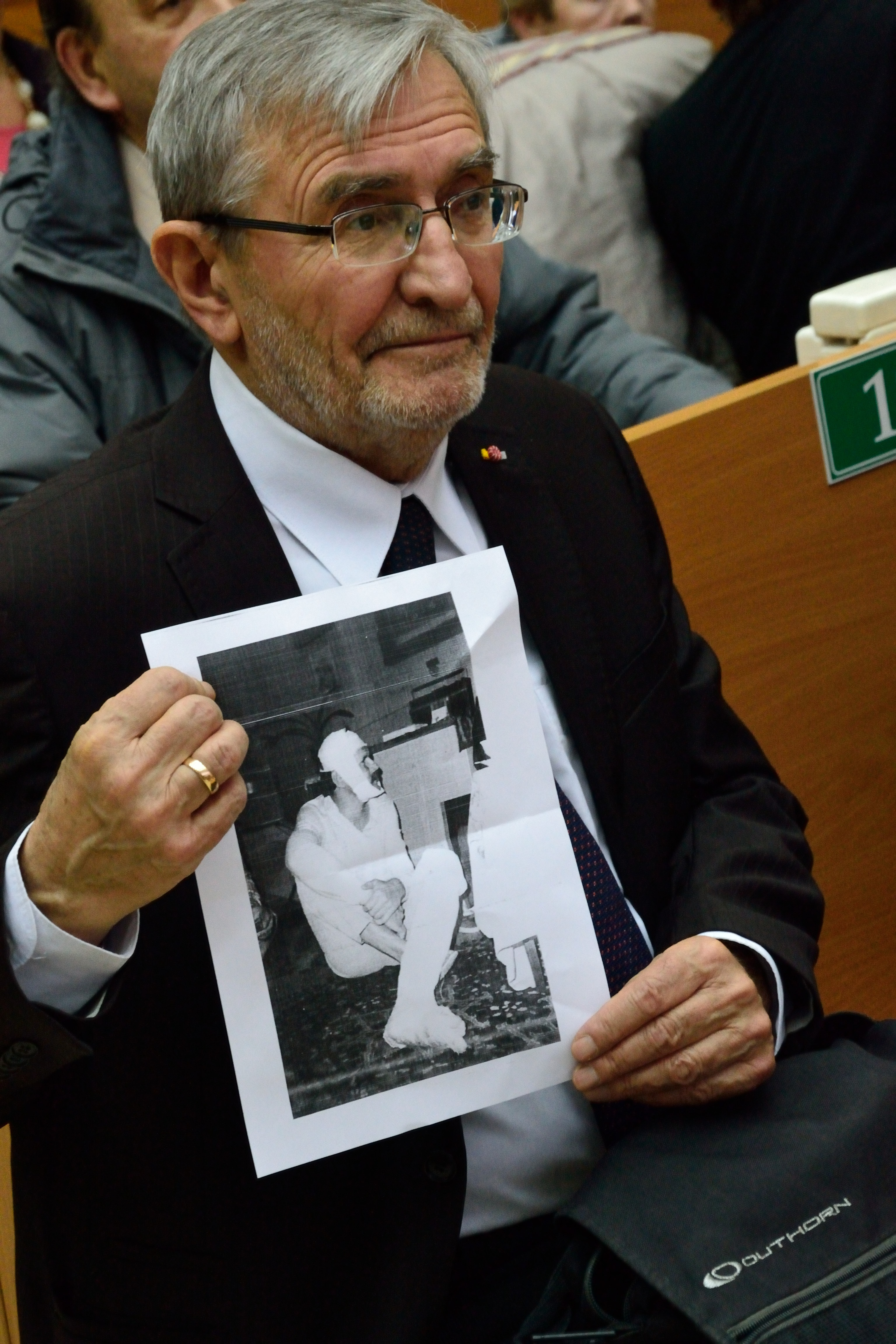
Ryszard Bocian na rozprawie sądowej (2017)